# São Tomé (Paraná)
São Tomé è un comune del Brasile nello Stato del Paraná, parte della mesoregione del Noroeste Paranaense e della microregione di Cianorte.